# 汪淇
汪淇（？—？），浙江人，清朝政治人物。
汪淇曾于1819年接替张鸿任华亭县知县一职，1823年由王青莲接任。